# Hollywood Boulevard (film)
Hollywood Boulevard – debiut reżyserski Joego Dante z 1976 roku nakręcony wspólnie z Allanem Arkushem.
Lekka i przyjemna komedia zrealizowana w studiu Rogera Cormana, u którego Joe Dante rozpoczynał swoją pierwszą związaną z przemysłem filmowym pracę jako montażysta.

## Fabuła
Film opowiada historię młodej aktorki poszukującej pracy. Znajduje ją w kiepskim studio, dostając rolę w nieudanej produkcji, przy okazji wplątuje się w ciemne interesy swoich producentów. Dochodzi nawet do dość niezwykłego morderstwa. 

## Obsada
- Candice Rialson jako Candy Wednesday
- Mary Woronov jako Mary McQueen
- Rita George jako Bobbi Quackenbush
- Jeffrey Kramer jako Patrick Hobby
- Dick Miller jako Walter Paisley
- Richard Doran jako PG
- Tara Strohmeier jako Jill McBain
- Paul Bartel jako Eric Von Leppe
- John Kramer jako Duke Mantee
- Jonathan Kaplan jako Scotty
- Commander Cody and His Lost Planet Airmen